# Cheesemania
Cheesemania é um género botânico pertencente à família Brassicaceae.